# Maria Nichiforov
Maria Nichiforov także Mihoreanu (ur. 9 kwietnia 1951 w Mila 23, zm. 24 czerwca 2022) – rumuńska kajakarka. Brązowa medalistka olimpijska z Monachium.
Zawody w 1972 były jej jedynymi igrzyskami olimpijskimi. Zajęła trzecie miejsce na dystansie 500 metrów w jedynce. Partnerowała jej Viorica Dumitru. Zdobyła jeden srebrny medal mistrzostw świata (dwójka na 500 metrów w 1974) i trzy brązowe (czwórka w 1973 i 1974, jedynka w 1975).